# Provinz Medio Campidano
Die Provinz Medio Campidano (italienisch Provincia del Medio Campidano, sardisch Provìntzia de su Campidanu de Mesu) ist eine italienische Provinz der Autonomen Region Sardinien. Sie hatte zuletzt 99.422 Einwohner (Stand 31. Oktober 2015) in 28 Gemeinden auf einer Fläche von 1.516 km². Die Hauptstädte der Provinz Medio Campidano sind Villacidro und Sanluri im Südwesten Sardiniens.
Die Provinz war 2001 kraft Gesetzes zum ersten Mal eingerichtet worden. Am 8. Mai 2005 wurden der Provinzvorsteher und der Provinzrat gewählt. Die Provinz wurde somit auch de facto gegründet. Mit der Neugliederung der sardischen Gebietskörperschaften 2016 wurde die Provinz Medio Campidano zunächst Bestandteil der neugeschaffenen Provinz Sud Sardegna und damit aufgelöst, ehe sie 2021 kraft Gesetzes wiederhergestellt und damit ein zweites Mal eingerichtet wurde.

## Sehenswürdigkeiten
- Brunku Madagui, bei Gesturi Protonuraghe
- Genna Maria bei Villanovaforru, Großnuraghe
- Sa Domu ’e s’Orcu, bei Siddi, Gigantengrab
- San Cosimo bei Gonosfanadiga, Gigantengrab
- Su cuaddu 'e Nixias, bei Lunamatrona, Gigantengrab
- Santa Anastasia Sardara, Brunnenheiligtum
- Su Mulinu bei Villanovafranca, Nuraghe
- Su Nuraxi bei Barumini, Großnuraghe

## Liste der Gemeinden
Die 28 Gemeinden wurden 2001 aus der früheren Provinz Cagliari ausgegliedert:
Arbus, Barumini, Collinas, Furtei, Genuri, Gesturi, Gonnosfanadiga, Guspini, Las Plassas, Lunamatrona, Pabillonis, Pauli Arbarei, Samassi, San Gavino Monreale,  Sanluri, Sardara, Segariu, Serramanna, Serrenti, Setzu, Siddi, Tuili, Turri, Ussaramanna, Villacidro, Villamar, Villanovaforru, Villanovafranca.

## Größte Gemeinden
(Stand: 30. Juni 2005)
| Gemeinde            | Einwohner |
| ------------------- | --------- |
| Villacidro          | 14.614    |
| Guspini             | 12.558    |
| Serramanna          | 9.404     |
| San Gavino Monreale | 9.238     |
| Sanluri             | 8.530     |
| Gonnosfanadiga      | 6.996     |
| Arbus               | 6.859     |
| Samassi             | 5.334     |
| Serrenti            | 5.123     |
| Sardara             | 4.327     |